# Аврамовић
Сви Аврамовићи, без обзира да ли су у сродству, вуку порекло од претка са именом Аврам. Тако је настало и презиме Аврам (овић). У неким деловима Шумадије (пре смрти деспота Стефана Лазаревића и после Првог српског устанка), као и у неким крајевима Старе Херцеговине (Дурмитор) постојао је обичај да се прворођеном мушком детету да старозаветно име. Од тих старозаветних имена настала су презимена Аврамовић, Михајловић, Јаковљевић, Илић (настало сажимањем од Илијић, а по имену Илија), Гавриловић.. Као што се у неким крајевима сматрало да ће надевање „заштитна имена“ мушкој деци (Вук, Медвјед) заштитити децу од болести и смрти, аналогно томе се сматрало да ће и старозаветно име заштитити прворођеног мушког потомка.
Презиме Аврамовић се јавља и у варијантама Аврам, Аврамов, Абрамић, Абрамовић и Абрановић.
Познате личности са презименом Аврамовић или неком од варијанти:
- Михаило Аврамовић (1864—1945) - професор на Пољопривредном факултету и отац српског задругарства
- Димитрије Аврамовић (1815—1855) - књижевник и сликар
- Гаврило Аврамовић (16. век) - митрополит дабробосански
- Драгослав Аврамовић (1919—2001) - бивши гувернер НБС
- Драгослав Аврамовић (лекар) - професор на Медицинском факултету у Београду
- Сима Аврамовић (1950) - професор Правног факултета у Београду
- Теодор Аврамовић Тицан (?-1807) - један од вођа Тицанове буне 1807.
- Лазар Аврамов - професор Пољопривредног факултета у Београду
- Смиља Аврамов (1918) - професор Правног факултета у Београду, експерт за међународно право
- Драгана Абрамовић - савремена српска књижевница
- Марина Абрамовић (1946) - савремена српска уметница